# Halsband (dier)

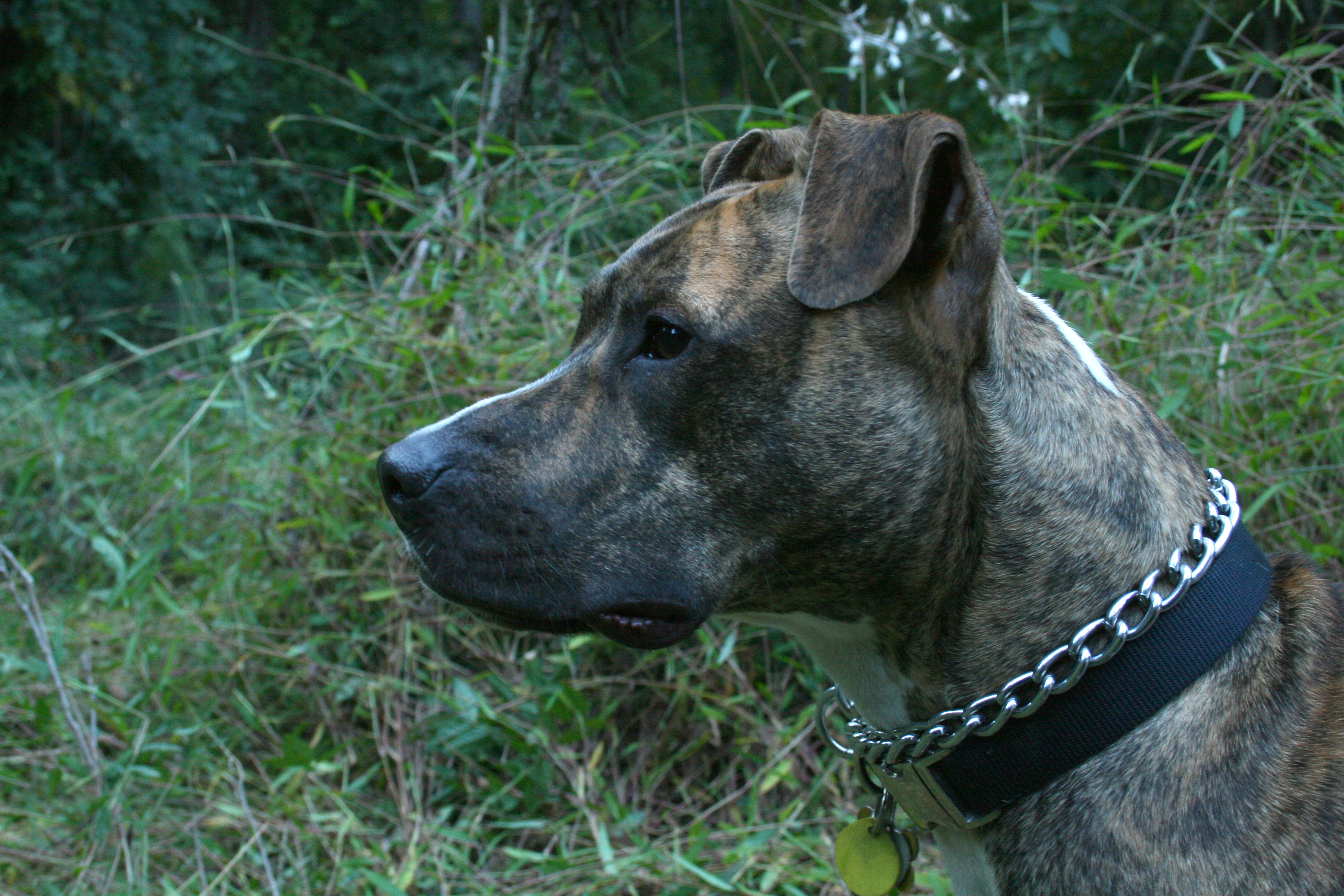
Hond met halsband

Een halsband is een hulpstuk waarmee een dier, meestal een hond, door middel van een riem, leiband, leidraad, lijn of ketting, beter onder controle kan worden gehouden. Aan een halsband kan ook een kokertje met gegevens en/of een identificatiechip bevestigd worden, zodat het dier bij vermissing weer snel met de eigenaar in contact gebracht kan worden of bij ongevallen geïdentificeerd kan worden.
Voor honden zijn er ook halsbanden die door het geven van een elektrische schok van afstand, gebruikt worden om honden te corrigeren. De meningen over het wel of niet werken van de zg. e-collar lopen sterk uiteen. Ook bij hondengedragsdeskundigen is er een voor- en tegenkamp. In Nederland zijn dergelijke halsbanden sinds 1 januari 2022 verboden. 
Bij paarden zijn er verschillende soorten halsbanden bekend, met ook verschillende doeleinden.